# Klasszikus japán nyelv
A klasszikus japán nyelv (japán írással 中古日本語 [csúko nihongo]) a japán irodalmi nyelv egy korábbi változata, amelyet 794 és 1185 között, a Heian-korban használtak. A klasszikus japán nyelvet az ójapán előzte meg, utána pedig a középjapán nyelv következett.

## Írás
Míg az ójapán nyelv kizárólag a kínai írás jeleit használta a japán nyelv lejegyzésére, a klasszikus japán nyelv lejegyzésére már a három különböző írásrendszer (kínai írás, hiragana és katakana) kombinációját használták, akárcsak ma. A két új szótagírás, a hiragana és katakana írásjegyeit a kínai jelek leegyszerűsítésével alkották meg. Ezzel az írás jóval egyszerűbbé vált, ami a japán irodalom virágzását eredményezte.